# 383e division d'infanterie
La  383e division d'infanterie (en allemand : 383. Infanterie-Division ou 383. ID) est une des divisions d'infanterie de l'armée allemande (Wehrmacht) durant la Seconde Guerre mondiale.

## Historique
La 383e division d'infanterie est formée le 26 janvier 1942 sur le Truppenübungsplatz (terrain de manœuvre) d'Arys dans le Wehrkreis I en tant que “Rheingold”-Division en tant qu'élément de la 18. Welle (18e vague de mobilisation).
Cinq divisions ont été formées en janvier 1942 sous le nom de code “Rheingold” (Or du Rhin) en tant que renforts manquant cruellement pour le Front de l'Est en voie de disparition.
Après sa formation, la division est transférée sur le Front de l'Est en avril 1942.
D'abord intégrée dans l'Heeresgruppe B et sa 2. Armee, elle rejoint en mars 1943 la 9. Armee au sein de l'Heeresgruppe Mitte avec lequel elle prend part à l'opération Citadelle (Bataille de Koursk).
Elle est détruite en juin 1944 dans le secteur d'Olsa et est officiellement dissoute le 3 août 1944.

## Organisation

### Commandants
| Date                                 | Grade           | Commandant             |
| ------------------------------------ | --------------- | ---------------------- |
| 26 janvier 1942 - 20 février 1942    | Generalleutnant | Johann Haarde          |
| 20 février 1942 - 27 septembre 1942  | Generalleutnant | Eberhard von Fabrice   |
| 27 septembre 1942 - 1er juillet 1943 | Generalleutnant | Friedrich-Wilhelm John |
| 1er juillet 1943 - 20 juin 1944      | Generalleutnant | Edmund Hoffmeister     |

## Théâtres d'opérations
- Prusse orientale : Janvier 1942 - Juin 1942
- Front de l'Est, secteur Sud : Juin 1942 - Mars 1943
- Front de l'Est, secteur Centre : Mars 1943 - Juin 1944
  - 5 juillet au 23 août 1943 : Bataille de Koursk

## Ordre de bataille
- Infanterie-Regiment 531
- Infanterie-Regiment 532
- Infanterie-Regiment 533
- Artillerie-Regiment 383
  - I. Abteilung
  - II. Abteilung
  - III. Abteilung
  - IV. Abteilung
- Feldersatz-Bataillon 383
- Panzerjäger-Abteilung 383
- Divisions-Füsilier-Bataillon 383
- Pionier-Bataillon 383
- Infanterie-Divisions-Nachrichten-Abteilung 383